# Igreja Maradoniana

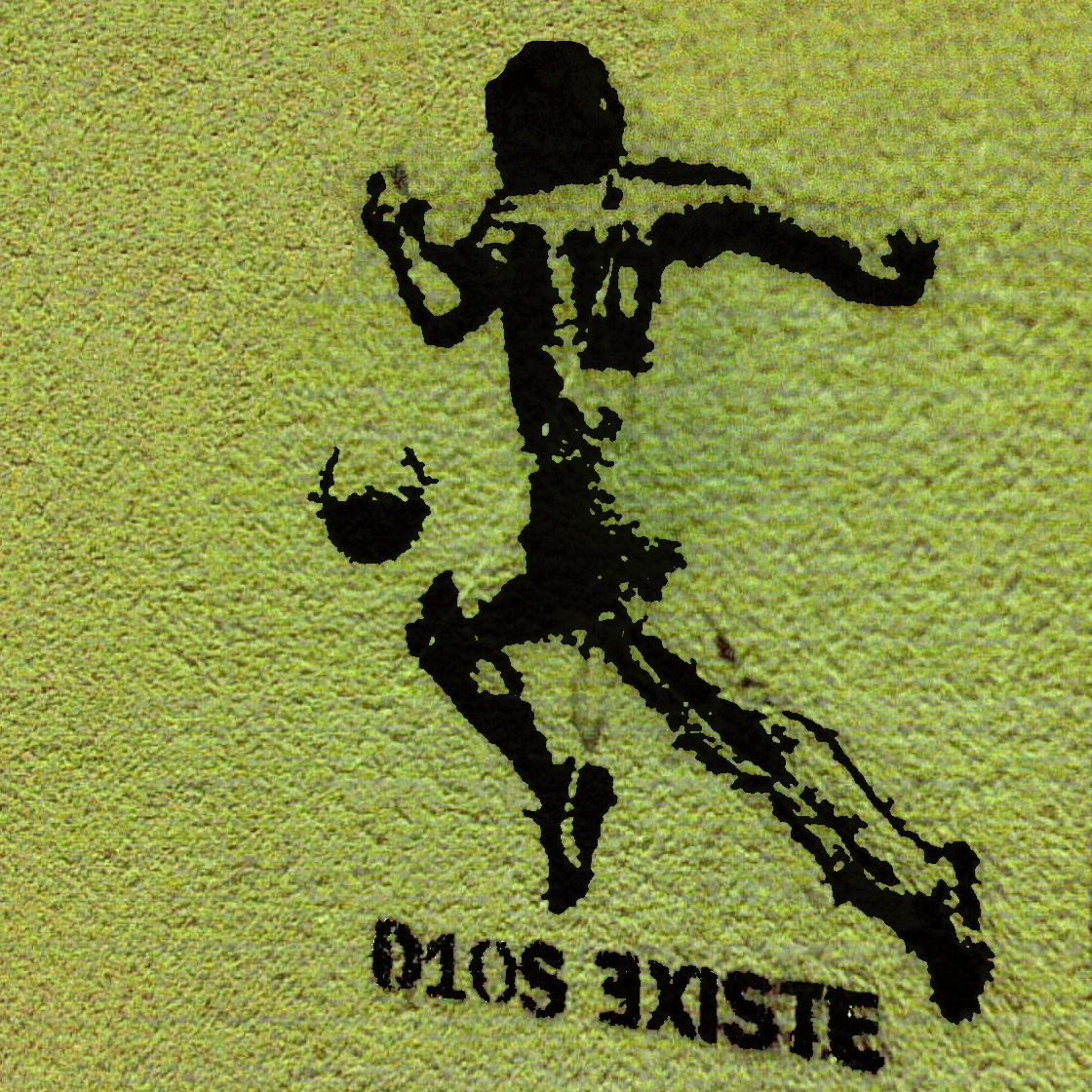
Um grafite Maradoniano

A Igreja Maradoniana (em espanhol: Iglesia Maradoniana) é um grupo de pessoas do mundo inteiro que se juntam em uma paróquia da religião para celebrar o jogador de futebol argentino Diego Maradona como seu Deus. Eles têm sua própria bíblia, chamada «Yo soy el Diego de la gente».
Algumas fontes a descrevem como uma "religião paródica" ou ainda "religião pós-moderna".

## História
Fundada em 30 de outubro de 1998 na cidade de Rosario por torcedores argentinos. Resolveram considerar a data de nascimento de Maradona como "Natal". A partir disto criaram uma igreja com orações e mandamentos, com seguidores cadastrados em vários países. Argentina, Espanha e México são, respectivamente, os países com o maior número de fiéis.
A religião tem o tetragrama sagrado, D10S, que mistura a palavra em espanhol para Deus (Dios) com o D de Diego e o 10 da sua camisa. O calendário começa a ser contado a partir do nascimento de Maradona, A.D. e D.D. ou seja, Antes de Diego e Depois de Diego.

## Os 10 Mandamentos
Os dez mandamentos da igreja marediana:1718
1. A bola não está manchada, como D10S disse em sua homenagem.
2. Ame o futebol acima de tudo.
3. Declare seu amor incondicional por Diego e pelo bom futebol.
4. Defender a camisa argentina, respeitando as pessoas.
5. Espalhe os milagres de Diego pelo universo.
6. Honre os templos onde ele jogou e seus mantos sagrados.
7. Não proclamar Diego em nome de um único clube.
8. Pregue os princípios da igreja Maradoniana.
9. Pegue Diego como seu nome do meio e dê ao seu filho.
10. Não seja uma cabeça térmica e não perca a tartaruga (não viva longe da realidade e não seja inútil).

## Orações
Nosso Diego.
Diego nosso que estás no céu
santificado seja sua canhota,
venha até nós sua magia, faça com que seus gols sejam recordados, assim na Terra como no céu.
Dê-nos uma alegria hoje neste dia,
e perdoe esses jornalistas, assim como perdoamos a máfia napolitana.
Não nos deixe sujar a bola e nos livre de Havelange.
Diego.